# 7人制ラグビー男子ロシア代表
7人制ラグビー男子ロシア代表（英語: Russia national rugby sevens team）は、国際大会に派遣される7人制ラグビーの男子ロシア代表チームである。愛称は「ベアーズ」。
ワールドラグビーセブンズシリーズ、ラグビーワールドカップセブンズなどに出場している。

## 歴史
2001年のラグビーワールドカップセブンズで初出場。
その後2015年、ワールドラグビーセブンズシリーズコアチームへの初昇格を決めた。
2022年2月にロシアとベラルーシによるウクライナへの侵攻が起き、ワールドラグビーは、ロシアとベラルーシに対して国際大会および国境を越えたラグビー大会への全面的出場停止とすることを決定した。これにより、ラグビーワールドカップセブンズ2022の予選、女子HSBCワールドラグビーセブンズシリーズ2022への参加が不可能となった。あわせて男子15人制ワールドラグビーチャレンジャーシリーズ2022（ワールドカップ2023出場権をかけたヨーロッパ地区予選）も開催途中で出場停止となり離脱した。

## 成績

### 夏季オリンピック
| 年   | ラウンド  | 順位     | 試       | 勝       | 負       | 分       |
| ---- | --------- | -------- | -------- | -------- | -------- | -------- |
| 2016 | 出場なし  | 出場なし | 出場なし | 出場なし | 出場なし | 出場なし |
| 2021 | 出場なし  | 出場なし | 出場なし | 出場なし | 出場なし | 出場なし |
| 計   | 優勝 0 回 | 0/2      | 0        | 0        | 0        | 0        |

### ワールドカップ
| 年   | ラウンド           | 順位         | 試           | 勝           | 負           | 分           |
| ---- | ------------------ | ------------ | ------------ | ------------ | ------------ | ------------ |
| 1993 | 出場なし           | 出場なし     | 出場なし     | 出場なし     | 出場なし     | 出場なし     |
| 1997 | 出場なし           | 出場なし     | 出場なし     | 出場なし     | 出場なし     | 出場なし     |
| 2001 | プレート優勝       | 9            | 8            | 5            | 3            | 0            |
| 2005 | プレート準決勝敗退 | 11           | 7            | 3            | 4            | 0            |
| 2009 | 出場なし           | 出場なし     | 出場なし     | 出場なし     | 出場なし     | 出場なし     |
| 2013 | ボウル優勝         | 17           | 6            | 3            | 2            | 1            |
| 2018 |                    | 14           | 5            | 2            | 3            | 0            |
| 2022 | 予選出場停止       | 予選出場停止 | 予選出場停止 | 予選出場停止 | 予選出場停止 | 予選出場停止 |
| 計   | 優勝 0回           | 4/7          | 26           | 13           | 12           | 1            |

### ワールドセブンズシリーズ
- ※コアチームとして在籍したシーズンのみ
- 2015-2016シーズン - 14位
- 2016-2017シーズン - 14位
- 2017-2018シーズン - 16位(降格)